# 日本ビデオ販売

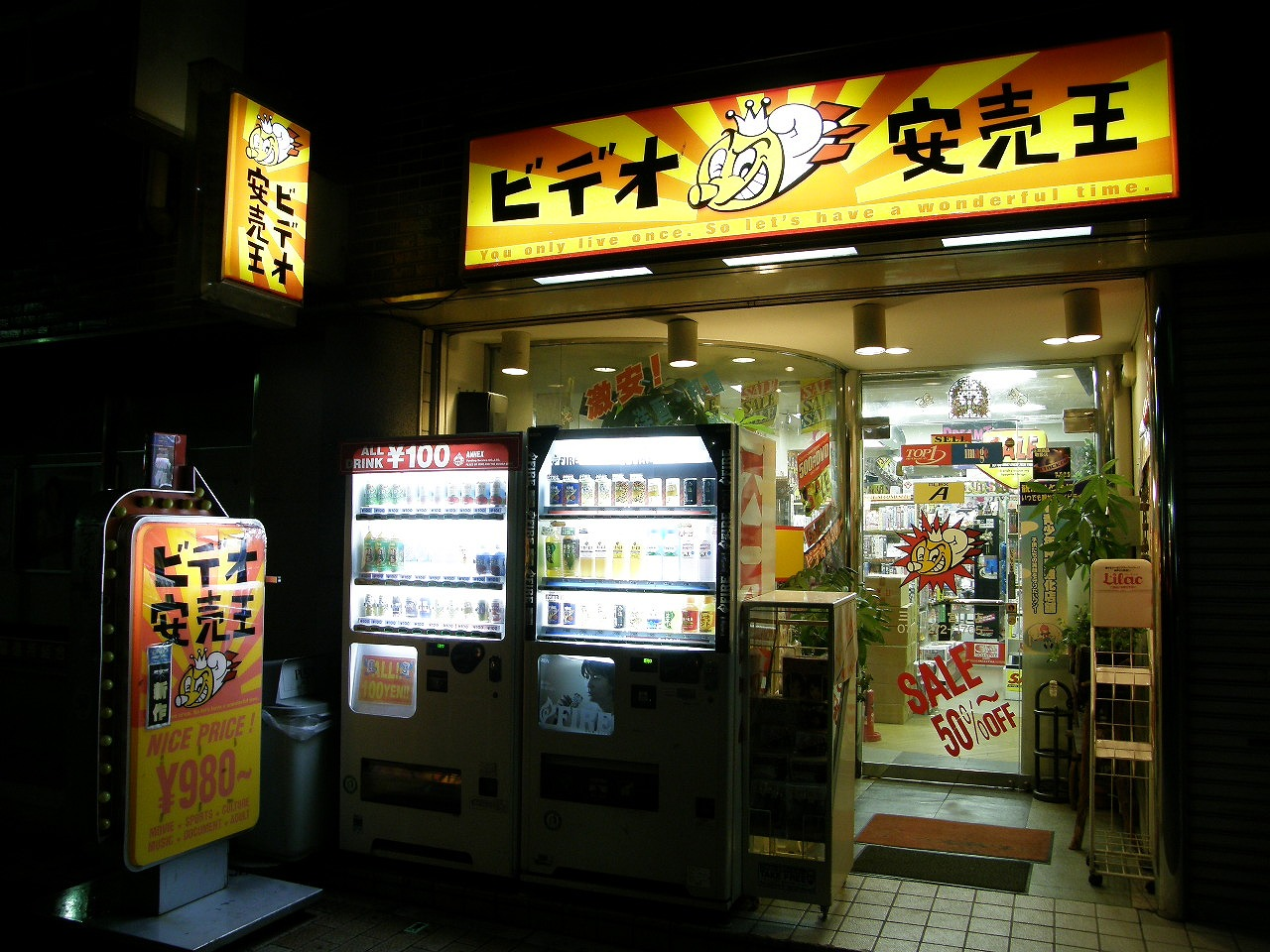
かつてあったビデオ安売王店舗（三宮店）

日本ビデオ販売（にほんビデオはんばい）は、かつて日本に存在していたビデオメーカー、卸し流通業。アダルトビデオを中心としてビデオシネマやアニメなどの製作卸しを行い、「ビデオ安売王」を全国にフランチャイズ展開した。創業者の佐藤太治はソフト・オン・デマンドの創業者。

## 概要
1993年9月ビデオ販売店「ビデオ安売王」のフランチャイズ展開を始めた。それまではレンタルビデオ店が中心であったビデオ業界だが、アダルトビデオに関してはコピー商品や大手メーカーの焼き直し商品などはかなりの低価格で仕入れることが出来ることから、一部の小売販売業者は潤っていた事実に着目した戦略的な新事業であった。
1994年7月現在では、20坪の店舗で月売り上げ350万円を標準店舗とし全国2000店舗展開を目指していた。当時の専務取締役本田俊夫は、今後日本経済が想像以上に悪化するなどと訴え、単品志向が強くデッドストックリスクが高い映画など一般ビデオは売上比率が低くアダルトビデオ比率が7割を超えていたからこそ、フランチャイズ展開ができた。最終的には、「一般ビデオ」を開放したい。30－50％までの粗利設定で物流できるメカニズムが2000店舗だ。これを達成できなければ我々が当初考えた事業目的は達成できない。最終的にはアメリカ合衆国で未公開のフィルムを買い付けし、メディアの専門サプライヤーになることが目標だなどと、加盟店説明会では説明していた。
当初は、わずか10か月（1994年7月）で164店舗に店舗を増やし、その後も順調に店舗数を増やし続けた。雑誌「SPA!」「フライデー」などに全面広告で「あなたは月給200万円もらっていますか？」などの派手な広告を出し、最盛期には1000店舗を超えるまでに成長した。
加盟店に対しては、日本ビデオからの仕入れを義務付け、卸は50 %の掛け率であったが、ほとんどが過去の大手メーカー作品の焼き直しやコピー商品で、ジャケットも見栄えが悪く粗末なものであったことや、本部のデータに基づいた売れ行き商品の把握や、新作を一週間ごとに納品するとしたバックオーダーシステムや、在庫ローテーションシステムのいい加減さなどから、加盟店の本部に対する不満が高まり、独自ルートで仕入れる店舗が続出。一気に資金繰りが悪化し、不渡り手形を出すに至る。またディズニーのアニメ映画「ポカホンタス」がビデオで発売される直前に、ディズニー作品ではないいわゆる「モックバスター」の「ポカホンタス」を輸入販売し問題となった。
さらには扱っている商品のほとんどがポルノであったことから、派手な広告で全国展開を目指す動きに警察当局が目をつけはじめ、締め付けが厳しくなったことも禍し、崩壊への道を急速に歩むことになり、あえなく倒産に至る。
この間、オリジナルビデオには、以下のようなヒット作もあった。
- 『実録若奥様』 小田かおる主演、村西とおる監督 （村西の復帰第1弾 「帰ってきたハメ撮りの帝王」というキャッチフレーズが使用された。）
- 『全裸シリーズ』 （ソフト・オン・デマンド製作）
- 『おれが藤原だ！』 藤原喜明監督主演
- 『女子高生コンクリート詰め殺人事件 -壊れたセブンティーンたち』 北川悠仁（ゆず）主演、松村克弥監督（女子高生コンクリート詰め殺人事件をテーマにした映画。）

オリジナルビデオの制作会社として、株式会社東京計画というトンネル会社を設立していた。
代表の佐藤太治は後述のように20代のころはガソリンスタンドでの安売りで成功し、石油の自主輸入を巡り、通産省とぶつかり断念。この当時から話題の経営者となっていた。アメリカでセルビデオが成功していたことがビデオ販売業に乗り出すヒントとなったという。

### ビデオ安売王

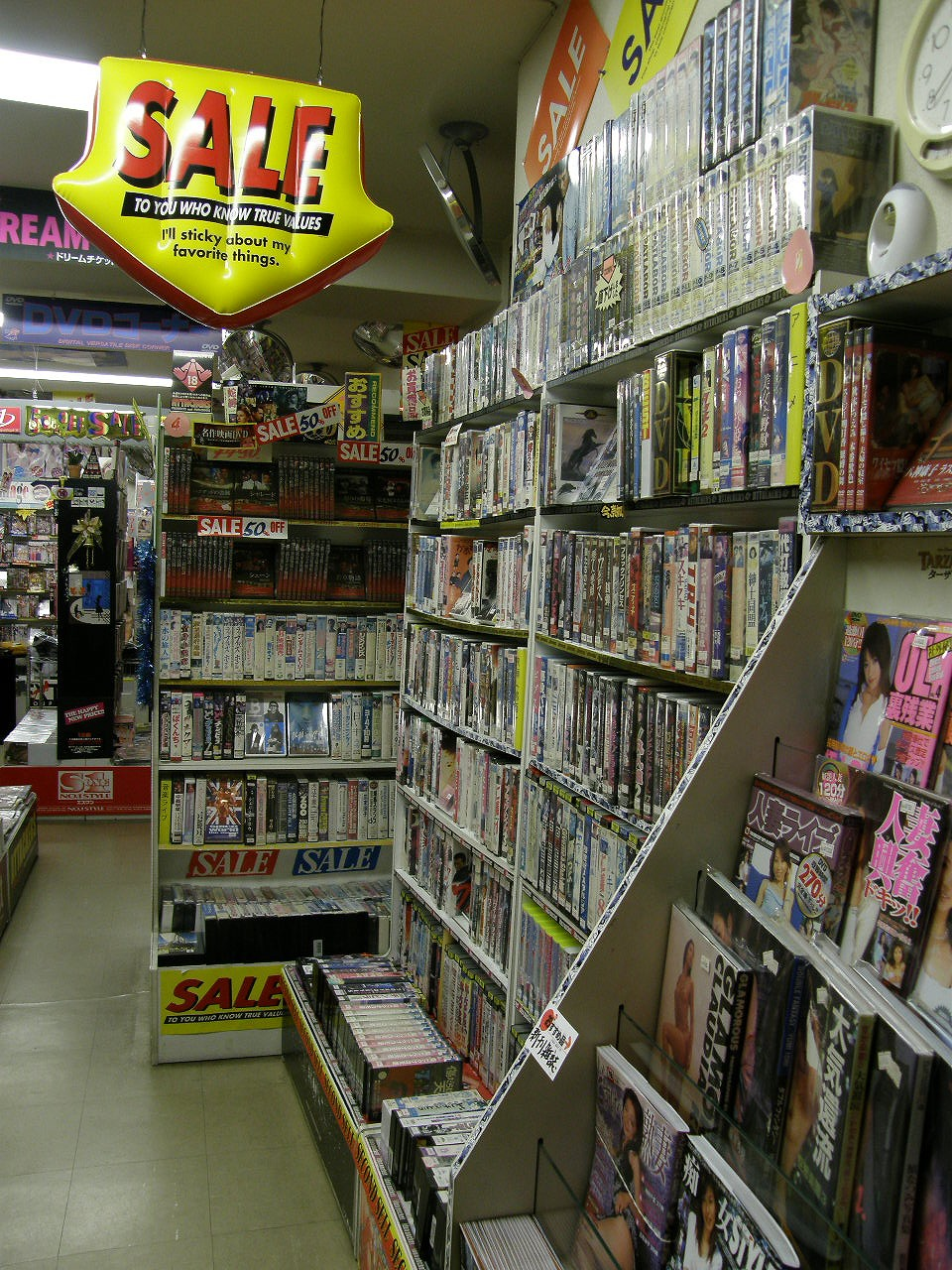
ビデオ安売王店舗内（三宮店）

専門知識を必要とせず、3000円のビデオが1日40本売れれば1日の粗利益は6万円、それは1時間にわずか4–5本の販売本数で達成できる。店舗にはアルバイトをおくだけで運営可能であり、サイドビジネスとしても手がけられるなどとリクルートの発行するリクルートムック『独立・開業・フリーになる本』などで宣伝し、多くの加盟店を集めた。実際は、40本（日商12万円）以上も売れる店舗はごく一握りであり、直営店である東京駅前店の当時の売り上げは月250万円程度であった。
当初の加盟店の初期費用と条件
- 加盟料 100万円。
- 看板、什器、棚など 200万円。
- ロイヤリティ なし。
- 仕入れは全て本部が行い、掛け率は50%。しかし後に980円、1480円のオリジナル商品に対しては、加盟店の同意が無いまま70 %の掛け率に変えた。
- 経費保証システム - 万が一、月間売り上げが経費（家賃 + 人件費 + 光熱費）を下回った場合はその差額を本部が負担する。としたが実際は売り上げの50 %が粗利なので、この条件では赤字であることに変わりはない。
- 赤字撤退する場合は在庫商品を仕入れ値で買い戻す - ほどなく倒産したため、この恩恵を受けた店舗はほとんどない。
- 在庫ローテーションシステム - 回転しない在庫を無料で他の加盟店の在庫と交換するとしたが、実際はどこの店でも売れ残っている商品は同じであった。
- バックオーダーシステム - 本部のデータに基づいた売れ行き商品の把握や新作を1週間ごとに納品するとしたが、実際は売れる売れないに関わらず大量生産し、各店舗に強制的に送りつけた。
- 店舗運営指導 - 実際は地方などへはほとんど来ず、売り上げの良い店舗などを視察に来る程度か、独自仕入れしている店舗の調査に来る程度だった。

その後、資金繰りに窮してからは新規開業者への加盟金の増額や、POSシステムの導入の強制などで締め付けを厳しくしたものの、自転車操業状態に陥り本部は倒産する。多くの加盟店は、この本部の倒産をむしろ歓迎した。
現在も各地にビデオ安売王店舗は残るが、全て個人オーナーの独自経営による。また、イメージダウンを警戒して店名を変えた店舗も多く存在する。店舗面積が15坪から50坪くらいの小規模な店舗が多く、その後、東京書店や信長書店、麒麟堂といった大型のビデオ・DVDショップやゲーム・おもちゃなど他商品との大型複合店の進出や、その後のインターネットの急速な普及などもあり、経営は苦境に立たされた。
2011年より自転車広告事業を立上げて代理店加盟金298万円で募集、しかし実態の無い事業での募集であり、加盟金を支払わせたものの広告自転車を走らせることは無かった。そのため代理店希望者は加盟金だけを取られた状態で、実際に加盟条件であった広告自転車4台、賃貸物件の手配などは履行されず集団訴訟に進むこととなる。資金繰りも悪化し、自転車広告事業会社「めだつ広告」を夜逃げ状態で逃走。再度、リヤカー広告事業を「デジタルちんどん」の商標で2011年1月よりATTO株式会社で開始する。
2024年8月現在、自社ホームページ上に「ビデオ安売王のVHS買い取ります」（アダルト作品は対象外）との広告を出している。

### 沿革
- 1993年9月 - 「ビデオ安売王」加盟店展開を始める。
- 1994年
  - 4月、加盟店が100店舗を超える。
  - 7月、200店舗突破[3]。

### ソフト・オン・デマンドとの関係
創業者の佐藤太治はソフト・オン・デマンドの創業者。当初は日本ビデオ販売の下請けの弱小メーカーにすぎなかったが、テリー伊藤が企画に加わった「全裸シリーズ」が大ヒットし勢いを得た。この時の販売価格は1480円で、卸は70%掛けであったため、ソフト・オン・デマンド、販売店ともに利益は低かった。日本ビデオ販売の倒産後、それまでの小型のPパッケージからソフトケースに変え2980円程度に値上げしたが、それでも売れ行きは好調であった。その後、ソフト・オン・デマンドは次々にヒット作を飛ばし、アダルトビデオのトップメーカーへと成長していく。高橋がなりは後年、安売王には功罪があるが、安売王によりセルビデオにおけるショップと人材が飛躍的に増えたことに言及。販路の拡張という点でも大きな貢献があったことを指摘している。

### 村西とおるとの関係
1994年12月、村西とおるは日本ビデオ販売と契約してセル専用のアダルトビデオを制作し、小田かおるの主演作品で大ヒットを飛ばしたが、新作以外はダイヤモンド映像当時の作品の焼き直しをパッケージ替えしただけのお粗末なものであった。
日本ビデオ販売が倒産後には、「日本映画新（あたらし）」という新メーカーを立ち上げ、島田陽子などをVシネマに抜擢したりする話も出たが、実現せず早々に倒産した。その後、村西はニューシネマジャパンを立ち上げた。

## 佐藤太治
22歳で一軒のガソリンスタンドを買い取り独立。日本初の自主輸入ガソリン「ライオンズ石油」を設立。徹底した現金安売り商法で「石油の安売り王」として脚光を浴びる。国道16号沿線に多数の店舗を展開し、当時の揮発油税・軽油引取税とも課税の対象外であったBTX類に目をつけ、その留分で構成された「フェル」と言われたガソリン類似油を韓国から輸入して販売も開始したものの、神奈川県石油商業組合が公正取引委員会にJIS規格外の商品をガソリンと表示するのは不当表示に当たるとして提訴、またガソリンと同率の税率がかけられるように法改正が行われ挫折。ガソリンの絶対量を確保する必要に迫られた佐藤は1984年12月、30歳にして、シンガポールから石油の自主輸入を行おうとするが、日本石油社長が会長を務めていた石油連盟の圧力もあり、結局は通商産業省につぶされる。この当時の経緯は、業界紙や経済紙にて連日のように掲載されていた。また佐藤は当時の自分自身を「昭和の紀伊国屋文左衛門」と称した。その後、カリフォルニア米の自主輸入も行い、1994年2月−3月にかけて「男はここで勝負 型破り処世術」が夕刊デイリースポーツ紙上にて連載された。
倒産後はシェアハウス「かぼちゃの馬車」などを運営するスマートデイズを創業。首都圏に700軒以上を展開。
2021年5月、Youtubeチャンネル「佐藤太治 金儲け学園」を開設している。

### 著作
- 『オレは通産省に殺（ばら）された！』 （泰流社 1986年2月）
- 『忠臣 馬場信房―武田三代奮戦記』 （ライオンズ・プロ 1988年12月）
- 『死闘 関ケ原―大谷吉継伝』（ライオンズ・プロ）
- 『社員募集中!―採用する側からの、本音の就職アドバイス』 （1995年4月）
- 『成功の大金脈をつかめ!―脱サラで次々と新事業を追求する男の「挑戦、挑戦、また挑戦」』（KOU BUSINESS 1994年8月）
- 『金儲けができれば人生はおもしろい―超有望ビジネス「セル・ビデオ市場」でトップを走りつづける男の挑戦』（KOU BUSINESS 1995年11月

## 参考サイト
- ビデオ安売王 加盟店説明会 1時間半ver - 2021年7月15日に代表者であった佐藤太治自身によってアップロードされた「加盟店説明会」（専務取締役本田俊夫、1994年5月28日制作）のビデオ]
- 【事件名】無断複製アダルトビデオ頒布事件【年月日】平成10年10月30日東京地裁　平成８年（ワ）第1590号 著作権侵害差止等請求事件（口頭弁論終結の日　平成10年9月9日）